# Clóvis Rossi
Clóvis Rossi (São Paulo, 25 de enero de 1943-ibíd., 14 de junio de 2019) fue un periodista brasileño.

## Biografía
Nació en el barrio paulista de Bixiga, hijo de Olavo Rossi, vendedor de máquinas pesadas, y de Olga Favaron, artesana. Se formó como periodista en la Fundación Cásper Líbero, e inició su carrera en 1963.
Durante sus más de 50 años de carrera, trabajó en tres de los cuatro mayores periódicos de su país: O Estado de S. Paulo, Folha de S.Paulo y Jornal do Brasil. También ejerció en el antiguo periódico carioca Correio da Manhã.
Fue editor en jefe de O Estado de S. Paulo, y participó de diversas coberturas internacionales tanto por O Estado de S.Paulo como por Folha de São Paulo. Trabajó desde 1980 en Folha, siendo corresponsal en Buenos Aires y Madrid. Fue también columnista y miembro del Consejo Editorial de Folha de São Paulo.
Publicó textos producidos en los cinco continentes, siendo un verdadero récord de coberturas periodísticas de la transición del autoritarismo hacia la democracia: en Argentina, Bolivia, Brasil, Chile, Paraguay, Uruguay, toda América Central, España, Portugal y Sudáfrica. Escribió reportajes de gran repercusión en su país durante los períodos de apertura política, aprobación de la Constitución de 1988, asunciones de presidentes de la República y cambios en la política exterior brasileña.
Entre 2017 y 2019, fue columnista de Folha. Tuvo participaciones en las revistas Isto É y Autoesporte y en el Jornal da República (que circuló en São Paulo entre el 27 de agosto de 1979 y enero de 1980, bajo la dirección del periodista Mino Carta); y mantuvo un blog en el periódico español El País.
Sufrió un infarto el 7 de junio de 2019, siendo internado en el Hospital Albert Einstein de São Paulo. Fue intervenido con dos angioplastias y se le implantaron cinco stents, recibiendo el alta el 13, pero finalmente falleció al día siguiente.

## Premios y reconocimientos
Ganó los dos más importantes premios periodísticos de América Latina, el Maria Moors Cabot, concedido por la Universidad de Columbia, y el premio de la Fundación para un Nuevo Periodismo Iberoamericano, que recibió de manos del creador de la Fundación, el premio Nobel Gabriel García Márquez.
Fue ungido como caballero de la Orden de Rio Branco, conferida por el gobierno brasileño por decreto del entonces presidente Luiz Inácio Lula da Silva, así como caballero de la Orden de Mérito, por el gobierno francés encabezado por François Hollande.